# ۲۸۷۶ آشیلوس
سیارک ۲۸۷۶ (به انگلیسی: 2876 Aeschylus، نامگذاری:6558P-L) دو هزار و هشتصد و هفتاد و ششمین سیارک کشف شده‌است که در ۲۴ سپتامبر ۱۹۶۰ کشف شد.
قدر مطلق سیارک برابر ۱۲٫۹۰ است.